# Комондор
Комондор (лат. Canis familiaris pastorialis villosus hungaricus) је оригинална мађарска пастирска врста паса.

## Појава
Женке су високе до 69cm, док су мужјаци високи и до 76cm. Има их и виших и то их чини највишим у својој врсти (комондора). Ови пси су веома агилни и брзи, што је изненађујуће за псе ове величине.

### Длака
Длака је дуга и коврџава, беле боје и једна је од најгушчих у свету паса.
Длака кучића је макана и пахуљаста и тек се временом, како се пас развија, појављују пуне одлике расе. Крзно мора да се одржава иначе би се претворило у замотано клупко. Опадање длака је минимално код ове расе. У историји ова дуга длака је помагала комондору у борби против вукова. Вук не може да уједе комодора због његове специфичне длаке, тако да комодор иако физички изгледа слабије од вука, доста често је излазио као победник у борбама.

## Историја
Порекло комондора је несигурно. Једни извори указују да су комондоре узгојили Мађари, док други извори говоре да је комондор сумерског порекла.
По трећој теорији комондоре су донели мађарима Кумани. Израз кјуман-дур (quman-dur), има значење припада куманима или пас Кумана и користио се за псе који су имали кумани и имао је сличне одлике и укрштао се са претком данашњег комондора.
Име комондор је први пут забележено 1544. у Историји краља Астиагиса од Петера Какоњија (Kákonyi Péter), на мађарском језику. Следећи пут на спомињање комондора наилазимо 1673. у делу Амоша Комениуса (Amos Comenius).
Сам изглед длаке даје назнаке да комодор има неке заједничке везе са Пулијем и Бергамаском (Bergamasco), такође пастирским псима са сличном длаком. 
Комондор је узгајан као пастирски пас чувар. Дуга коврџава длака му даје отпорност на већину екстремних, високих и ниских, температура, а такође и у борби против грабљиваца који нападају стадо. Дуга бела длака му такође даје могућност да се прикрије и постане невидљив у стаду оваца које чува, што му даје предност изненађења приликом напада вукова. 
Данас је комондор распрострањена врста која се узгаја у Мађарској. Много комондора је убијено током Другог светског рата, јер када год су неке војске наилазиле, комондор је бранио стадо и војници да би дошли до хране, морали су прво да убију пса чувара, комондора.

## Темперамент
Темперамент комондора је као и код већине пастирских паса. Када је ситуација уобичајена пас је миран и сталожен. Ако се појави невоља на видику, пас је неустрашив и одговара на сваки изазов. Научен је да мисли и реагује самостално. Веома је привржен породици и власнику а странце прихвата са неповерењем. Брани кућу и својину и ова раса има природни инстинкт својине.
Веома је брз и јак. Најчешће се користи за чување оваца од вукова и медведа.
У Сједињеним Државама се нарочито почео узгајати и користити када се увидело колико су комондори корисни као чувари стада од којота.